# Dmitrij Nasonov
Dmitrij Nikolajevitj Nasonov (på ryska Дми́трий Никола́евич Насо́нов), född den 28 juni 1895, död den 21 december 1957, var en rysk biolog. Han var son till zoologen Nikolaj Nasonov.
Nasonov är känd för sin forskning om Golgiapparaten. Han var professor vid Leningrads universitet.